# 帕朗特
帕朗特（法語：Palante，法語發音：[palɑ̃t]）是法国上索恩省的一个市镇，属于吕尔区。

## 地理
帕朗特（47°39'32"N, 6°35'6"E）面积3.46 平方千米，位于法国勃艮第-弗朗什-孔泰大區上索恩省，该省份为法国东部内陆省份，北起顺时针与孚日省、贝尔福地区省、杜省、汝拉省、科多尔省和上马恩省接壤。
与帕朗特接壤的市镇（或旧市镇、城区）包括：拉科特、昂多尔奈、弗罗泰莱吕尔、马尼达尼贡、鲁瓦。
帕朗特的时区为UTC+01:00、UTC+02:00（夏令时）。

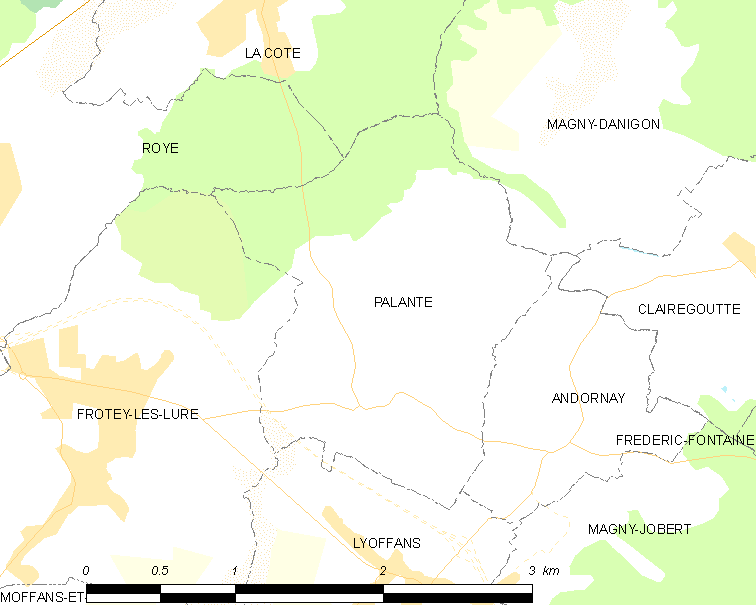
帕朗特的OSM定位图

## 行政
帕朗特的邮政编码为70200，INSEE市镇编码为70403。

## 政治
帕朗特所属的省级选区为吕尔第二县。

## 人口

1962-2008年间帕朗特人口变化图示

帕朗特于2022年1月1日时的人口数量为245人。